# 안경교

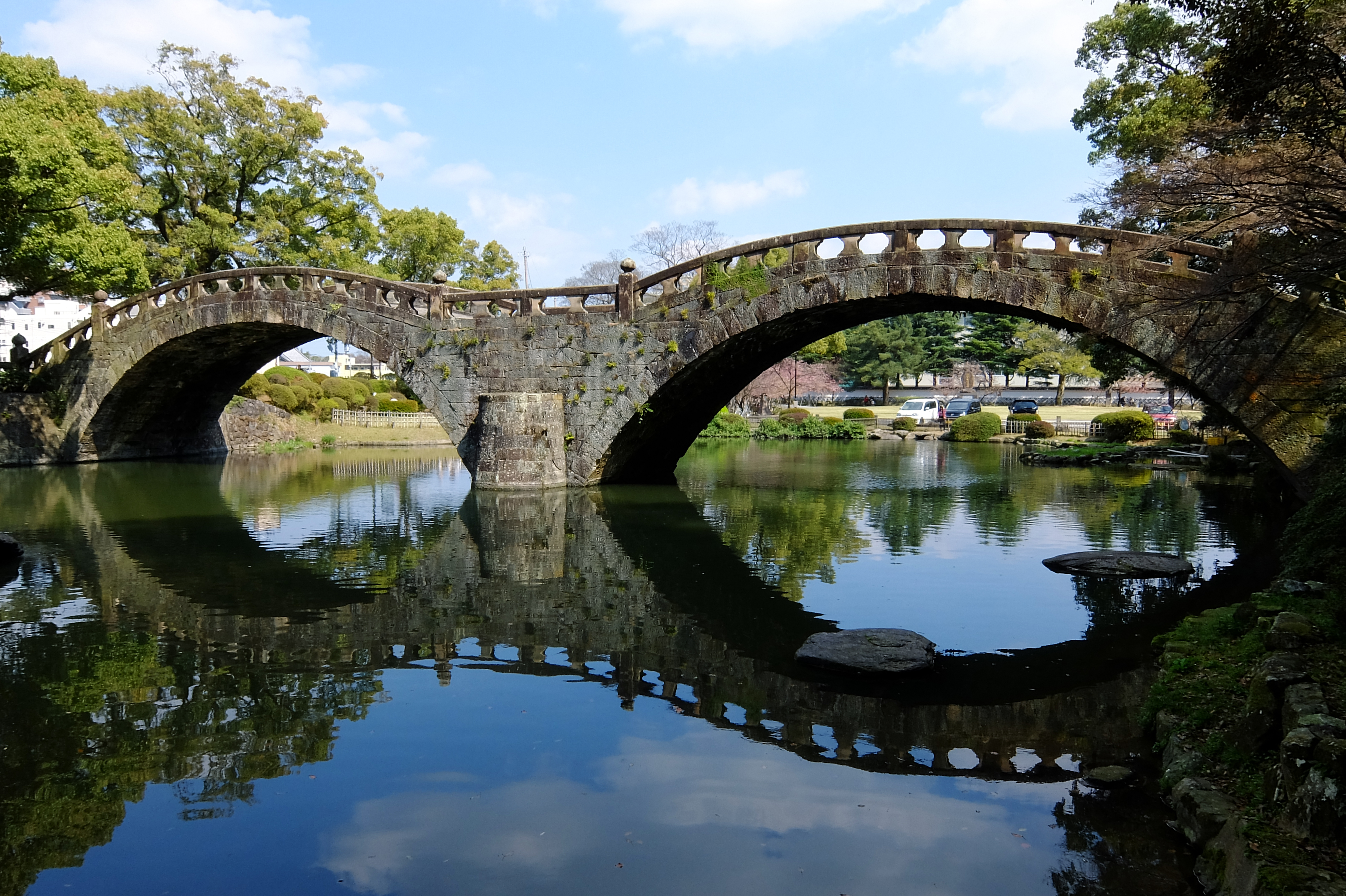
이사하야시의 안경교

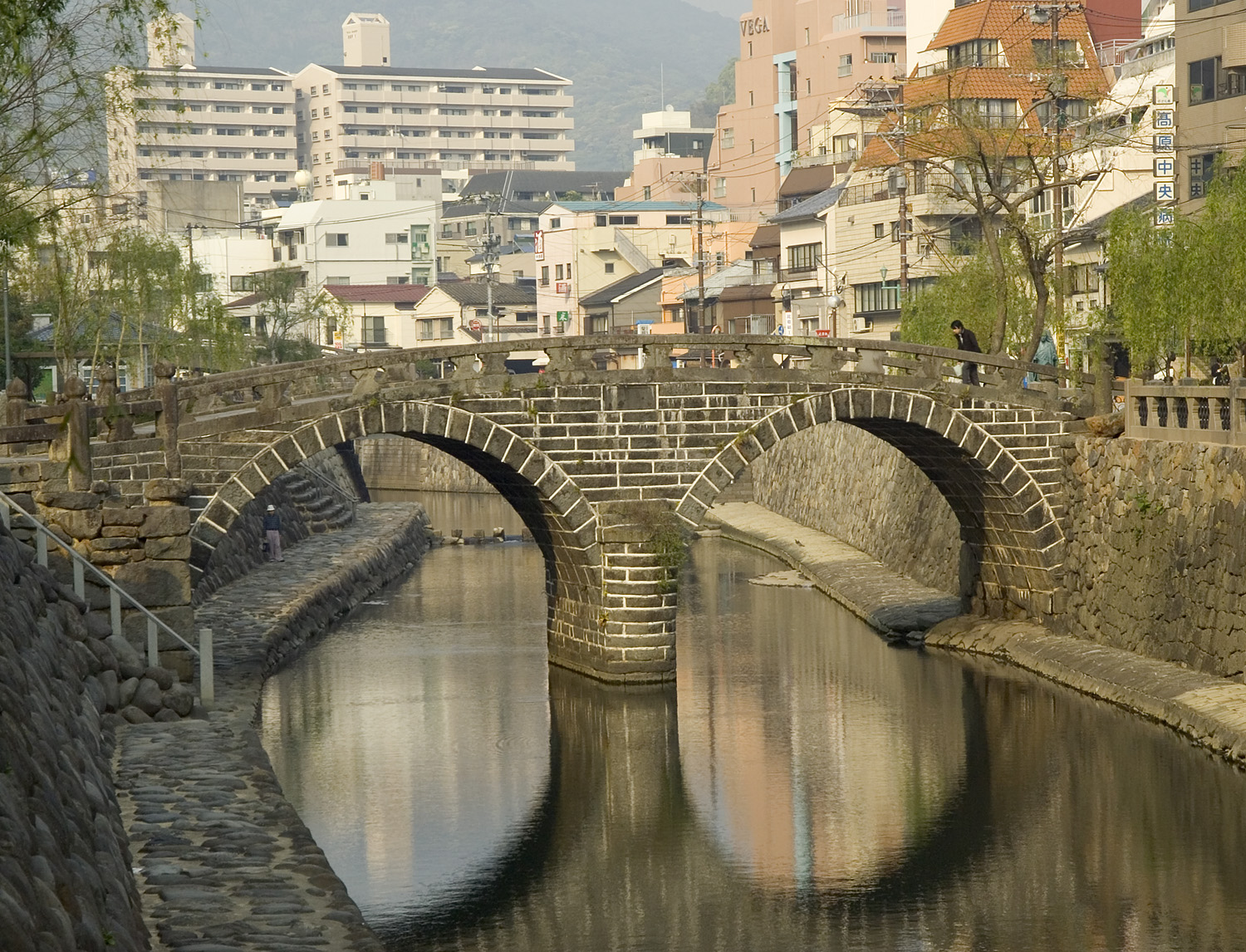
나가사키시의 안경교

안경교(眼鏡橋 메가네바시[*])는 일본의 다리 형식 중 하나로, 아치가 두번 늘어선 다리를 의미한다. 다리 자체와 수면에 비치는 다리와 합쳐진 모습이 안경처럼 보이는 것이 유래이다. 일본에서 제일 유명한 안경교는 나가사키시의 메가네 교이다.